# Jonas Gade
Jonas Gade (født 3. marts 1994) er en dansk håndboldspiller som spiller for TTH Holstebro.